# Tom Henderson
Pour les articles homonymes, voir Henderson.
Thomas « Tom » Henderson, né le 26 janvier 1952 à Newberry, en Caroline du Sud, est un ancien joueur américain de basket-ball. Il évolue au poste d'arrière.

## Palmarès
- Finaliste des Jeux olympiques 1972